# Marcel Marcian
Marcel Marcian (pseudonimul lui Moritz Marcus) (n. 25 septembrie 1914, Bacău – d. 9 mai 2007) a fost un prozator și eseist evreu din România.
Născut la Bacău, este fratele lui Solomon Marcus și al lui Marius Mircu, părinții lor fiind croitori. A învățat acolo clasele primare (1921-1924) și a continuat la Școala Superioară de Comerț (1925-1931) și doi ani la Academia de Înalte Științe Economice din București.
A fost contabil la moara Aurora din Bacău (1936-1945) și bibliotecar la Comunitatea evreilor din București (1946-1949). Timp de 20 de ani (1950-1970), a fost secretar literar al Uniunii Scriitorilor  și membru al Asociației Scriitorilor din București (ASB).
Debutează cu proză în revista Adam în 1939..

## Scrieri (selecție)
- Povestire (1942)
- Ghetuțe pentru ursuleți (în volumul „Cinci piese pentru teatrul de păpuși", 1957)
- Între da și nu Ed. Universalia, 2002, ISBN 973-86038-3-8
- Avadică Abădica, (Proză), București, 1995
- Cu Dumnezeu înainte și îndărăt pe Strada Peca, (Proză scurtă), București, 1996, (Col. „Cartea mea")
- Proza mea cu Bacovia, București, Ed. Persona, 2001 (Col. Sinteze)
- Soarele umbrei. Romanul lui Pafnută Nuntes Patrat. Sfânt de democrație popularistă urmat de Dosarul „Soarele umbrei". Dosar de autor București, 1997, (Col. „Cartea mea")